# Call Me Maybe
"Call Me Maybe" là một bài hát của nghệ sĩ thu âm người Canada Carly Rae Jepsen nằm trong EP đầu tiên của cô, Curiosity (2012) cũng như album phòng thu thứ hai của Jepsen, Kiss (2012). Nó được phát hành như là đĩa đơn đầu tiên trích từ EP vào ngày 20 tháng 9 năm 2011 bởi 604 Records. Sau đó, bài hát bắt đầu nhận được sự chú ý khi Justin Bieber và Selena Gomez thể hiện sự yêu thích nó trên mạng xã hội, và giúp Jepsen ký kết một hợp đồng ghi âm với Schoolboy Records để phát hành đĩa đơn ở Hoa Kỳ thông qua hãng. Ban đầu, "Call Me Maybe" được đồng viết lời bởi Jepsen và Tavish Crowe như là một bản folk, trước khi Josh Ramsay tham gia đồng viết lời và sản xuất để thay đổi nó thành một bản pop. Đây là một bản pop và teen pop với nội dung nói lên sự bất tiện trong tình yêu của một cô gái đã yêu một người ngay từ cái nhìn đầu tiên, từ đó mang đến cho cô hy vọng rằng cô sẽ nhận được một cuộc gọi từ người ấy.
Sau khi phát hành, "Call Me Maybe" nhận được những phản ứng tích cực từ các nhà phê bình âm nhạc đương đại, trong đó họ đánh giá cao quá trình sản xuất cũng như nội dung lời bài hát của nó, và gọi đây là "một bản pop hoàn hảo". Bài hát còn gặt hái nhiều giải thưởng và đề cử tại những lễ trao giải lớn, bao gồm chiến thắng một giải Âm nhạc châu Âu của MTV cho Bài hát xuất sắc nhất và hai đề cử giải Grammy cho Bài hát của năm và Trình diễn đơn ca pop xuất sắc nhất tại lễ trao giải thường niên lần thứ 55. "Call Me Maybe" cũng tiếp nhận những thành công vượt trội về mặt thương mại, đứng đầu các bảng xếp hạng ở Úc, Canada, Đan Mạch, Phần Lan, Pháp, Hungary, Ireland, New Zealand, Thụy Sĩ và Vương quốc Anh, và lọt vào top 10 ở hầu hết những quốc gia nó xuất hiện, bao gồm vươn đến top 5 ở Áo, Đức, Hà Lan, Na Uy, Ba Lan và Thụy Điển. Tại Hoa Kỳ, bài hát đạt vị trí số một trên bảng xếp hạng Billboard Hot 100 trong chín tuần liên tiếp, trở thành đĩa đơn quán quân đầu tiên của Jepsen tại đây. Tính đến nay, nó đã bán được hơn 18 triệu bản trên toàn cầu, trở thành một trong những đĩa đơn bán chạy nhất mọi thời đại.
Video ca nhạc cho "Call Me Maybe" được đạo diễn bởi Ben Knechtel, trong đó Jepsen hóa thân thành một cô gái bị thu hút bởi một anh chàng hàng xóm và cố gắng gây được sự chú ý của anh, nhưng anh lại công khai tình cảm với một thành viên nam trong ban nhạc của cô ở cuối video. Để quảng bá bài hát, Jepsen đã trình diễn nó trên nhiều chương trình truyền hình và lễ trao giải lớn, bao gồm The Ellen DeGeneres Show, Today, giải Sự lựa chọn của Giới trẻ năm 2012, giải thưởng Âm nhạc Mỹ năm 2012, giải Âm nhạc châu Âu của MTV năm 2012 và giải thưởng âm nhạc Billboard năm 2012. Được ghi nhận là bài hát trứ danh trong sự nghiệp của nữ ca sĩ, "Call Me Maybe" đã được hát lại và nhại lại bởi nhiều nghệ sĩ, như "Weird Al" Yankovic, Katy Perry, Selena Gomez, Ashley Tisdale, Justin Bieber, Big Time Rush, Ben Howard, James Franco và dàn diễn viên của Glee, cũng như xuất hiện trong những tác phẩm điện ảnh và truyền hình, như 90210, Castle, Degrassi: The Next Generation, It's Always Sunny in Philadelphia, New Girl và Sing.

## Danh sách bài hát
- Tải kĩ thuật số

1. "Call Me Maybe" – 3:13

- EP kĩ thuật số[1]

1. "Call Me Maybe" – 3:13
2. "Both Sides Now" – 3:53
3. "Talk to Me" – 2:50
4. "Call Me Maybe" (không lời) – 3:13

- CD đĩa đơn[2]

1. "Call Me Maybe" – 3:13
2. "Both Sides Now" – 3:53

- EP phối lại[3]

1. "Call Me Maybe" (Manhattan Clique phối lại) – 5:56
2. "Call Me Maybe" (Almighty Club phối) – 6:58
3. "Call Me Maybe" (10 Kings.VS. Ollie Green phối lại) – 3:08
4. "Call Me Maybe" (Coyote Kisses phối lại) – 4:46

## Xếp hạng
| Bảng xếp hạng (2011-14)                        | Vị trí cao nhất |
| ---------------------------------------------- | --------------- |
| Úc (ARIA)                                      | 1               |
| Áo (Ö3 Austria Top 40)                         | 3               |
| Bỉ (Ultratop 50 Flanders)                      | 2               |
| Bỉ (Ultratop 50 Wallonia)                      | 2               |
| Brazil (Brasil Hot 100 Airplay)                | 26              |
| Brazil Hot Pop Songs (Billboard)               | 7               |
| Canada (Canadian Hot 100)                      | 1               |
| Canada AC (Billboard)                          | 1               |
| Canada CHR/Top 40 (Billboard)                  | 7               |
| Canada Hot AC (Billboard)                      | 4               |
| Cộng hòa Séc (Rádio Top 100)                   | 1               |
| Đan Mạch (Tracklisten)                         | 1               |
| Phần Lan (Suomen virallinen lista)             | 1               |
| Pháp (SNEP)                                    | 1               |
| Đức (GfK)                                      | 3               |
| Hungary (Rádiós Top 40)                        | 1               |
| Ireland (IRMA)                                 | 1               |
| Israel (Media Forest)                          | 2               |
| Ý (FIMI)                                       | 2               |
| Nhật Bản (Japan Hot 100)                       | 3               |
| Luxembourg (Luxembourg Digital Songs)          | 1               |
| Mexico Airplay Chart (Billboard International) | 4               |
| Hà Lan (Dutch Top 40)                          | 2               |
| New Zealand (Recorded Music NZ)                | 1               |
| Na Uy (VG-lista)                               | 3               |
| Ba Lan (Polish Airplay Top 100)                | 1               |
| Romania (Airplay 100)                          | 12              |
| Scotland (OCC)                                 | 1               |
| Slovakia (Rádio Top 100)                       | 1               |
| Slovenia (SloTop50)                            | 32              |
| Hàn Quốc (Gaon International Singles)          | 1               |
| Tây Ban Nha (PROMUSICAE)                       | 7               |
| Thụy Điển (Sverigetopplistan)                  | 2               |
| Thụy Sĩ (Schweizer Hitparade)                  | 1               |
| Anh Quốc (OCC)                                 | 1               |
| Hoa Kỳ Billboard Hot 100                       | 1               |
| Hoa Kỳ Pop Airplay (Billboard)                 | 1               |
| Hoa Kỳ Dance Club Songs (Billboard)            | 8               |
| Hoa Kỳ Adult Pop Airplay (Billboard)           | 2               |
| Hoa Kỳ Adult Contemporary (Billboard)          | 4               |
| Venezuela Pop Rock General (Record Report)     | 1               |

| Bảng xếp hạng (2012)                     | Vị trí |
| ---------------------------------------- | ------ |
| Australia (ARIA)                         | 1      |
| Austria (Ö3 Austria Top 40)              | 6      |
| Belgium (Ultratop 50 Flanders)           | 6      |
| Belgium (Ultratop 50 Wallonia)           | 5      |
| Canada (Canadian Hot 100)                | 2      |
| Denmark (Tracklisten)                    | 6      |
| Finland (Suomen virallinen lista)        | 6      |
| France (SNEP)                            | 3      |
| Germany (Media Control Charts)           | 6      |
| Hungary (Rádiós Top 40)                  | 4      |
| Ireland (IRMA)                           | 5      |
| Israel (Media Forest)                    | 8      |
| Italy (FIMI)                             | 7      |
| Japan (Japan Hot 100)                    | 9      |
| Netherlands (Dutch Top 40)               | 1      |
| Netherlands (Single Top 100)             | 6      |
| New Zealand (RIANZ)                      | 1      |
| Poland (ZPAV)                            | 8      |
| South Korea (Gaon International Singles) | 9      |
| Spain (PROMUSICAE)                       | 16     |
| Sweden (Sverigetopplistan)               | 8      |
| Switzerland (Schweizer Hitparade)        | 5      |
| UK Singles (Official Charts Company)     | 2      |
| US Billboard Hot 100                     | 2      |
| US Adult Contemporary (Billboard)        | 14     |
| US Adult Top 40 (Billboard)              | 8      |
| US Pop Songs (Billboard)                 | 4      |
| Bảng xếp hạng (2013)                     | Vị trí |
| Canada (Canadian Hot 100)                | 91     |
| Japan (Japan Hot 100)                    | 18     |
| South Korea (Gaon International Singles) | 1      |
| Bảng xếp hạng (2014)                     | Vị trí |
| Japan Hot Overseas (Billboard Japan)     | 9      |
| South Korea (Gaon International Singles) | 32     |
| Bảng xếp hạng (2016)                     | Vị trí |
| Japan (Japan Hot 100)                    | 99     |
| Japan Hot Overseas (Billboard Japan)     | 9      |

| Bảng xếp hạng                        | Xếp hạng |
| ------------------------------------ | -------- |
| UK Singles (Official Charts Company) | 70       |
| US Billboard Hot 100                 | 50       |

## Chứng nhận
| Quốc gia                                                                           | Chứng nhận  | Số đơn vị/doanh số chứng nhận |
| ---------------------------------------------------------------------------------- | ----------- | ----------------------------- |
| Úc (ARIA)                                                                          | 9× Bạch kim | 630.000^                      |
| Áo (IFPI Áo)                                                                       | Bạch kim    | 30.000*                       |
| Bỉ (BEA)                                                                           | Bạch kim    | 30.000*                       |
| Canada (Music Canada)                                                              | 8× Bạch kim | 0*                            |
| Đan Mạch (IFPI Đan Mạch)                                                           | Bạch kim    | 30.000^                       |
| Phần Lan (Musiikkituottajat)                                                       | Vàng        | 5,876                         |
| Pháp (SNEP)                                                                        | Kim cương   | 258,800*                      |
| Đức (BVMI)                                                                         | 5× Vàng     | 1.250.000‡                    |
| Ý (FIMI)                                                                           | 2× Bạch kim | 100,000*                      |
| Nhật Bản (RIAJ)                                                                    | Kim cương   | 1,000,000^                    |
| Hà Lan (NVPI)                                                                      | 2× Bạch kim | 40.000^                       |
| New Zealand (RMNZ)                                                                 | 3× Bạch kim | 45.000*                       |
| Hàn Quốc (Gaon Chart)                                                              | —           | 2,260,136                     |
| Tây Ban Nha (PROMUSICAE)                                                           | Vàng        | 20.000*                       |
| Thụy Điển (GLF)                                                                    | 4× Bạch kim | 80.000‡                       |
| Thụy Sĩ (IFPI)                                                                     | 3× Bạch kim | 90.000^                       |
| Anh Quốc (BPI)                                                                     | 2× Bạch kim | 1,594,538                     |
| Hoa Kỳ (RIAA)                                                                      | Kim cương   | 10.000.000‡                   |
| Venezuela (APFV)                                                                   | 4× Bạch kim | 40,000^                       |
| Streaming                                                                          |             |                               |
| Đan Mạch (IFPI Đan Mạch)                                                           | 4× Bạch kim | 7,200,000^                    |
| Tổng cộng                                                                          |             |                               |
| Toàn cầu (IFPI)                                                                    |             | 18,000,000                    |
| * Chứng nhận dựa theo doanh số tiêu thụ. ^ Chứng nhận dựa theo doanh số nhập hàng. |             |                               |